# 石明江
石明江（1919年3月—2009年5月15日），號乃柱，籍貫四川省敍永縣，畢業於朝陽大學法律系、國立政治大學法官班，前中华民国大法官、最高法院檢察署检察長、臺灣高等法院檢察處首席檢察官，任內將最高法院檢察署「檢察長」比照國防部參謀本部參謀總長改名為「檢察總長」，亦曾因涉入關說案件被檢察官彭紹瑾移送法辦。

## 生平
石明江早年自朝陽大學法律系畢業。1948年經考試院司法官資格銓定考試及格，同年5月進入政治大學法官班第3期受訓。1943年初任貴州地方法院法官，1948年奉調台灣擔任新竹地檢處檢察官。歷任法院推事、庭長、院長及臺灣雲林地方法院檢察處首席檢察官，1982年11月8 日自臺灣臺北地方法院檢察處首席檢察官調任臺灣高等法院檢察處首席檢察官，至1986年6 月19日升任最高法院檢察署檢察長。同職，1990年1 月改称检察总长。